# 방 온천

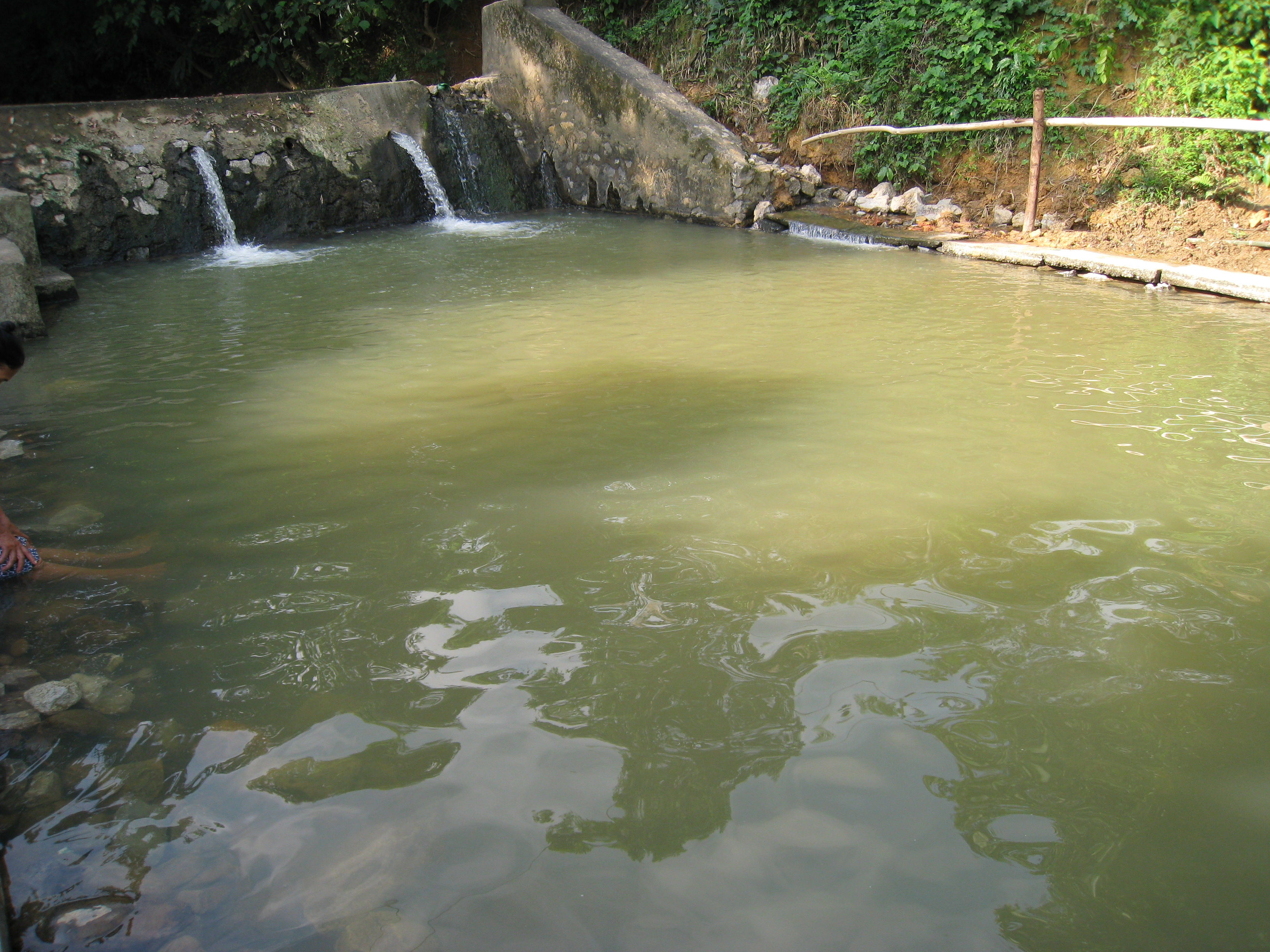
방 온천

방온천(베트남어: Suối nước khoáng Bang)은 베트남 꽝빈성에 있는 온천 지역이다. 이곳의 표면 미네랄 워터는 계란을 삶기에 충분한 온도를 가지고 있다. 이 온천은 많은 사람들이 뜨거운 미네랄 워터를 여러 질병의 건강 치료제로 보고 있기 때문에 꽝빈성의 관광 명소가 되었다.
안남산맥은 꽝빈성의 서쪽 끝을 가로질러 뻗어 있으며, 이곳 강을 따라 많은 석회암 동굴과 작은 협곡이 있다. 이곳의 미네랄 워터는 칼슘과 다른 미네랄이 풍부하고 현재 방 생수 회사에서 사용하기 위해 병에 담겨 있다. 꽝빈성에는 퐁냐께방 국립공원(유네스코가 등재한 세계자연유산)과 다냐이 해변, 녓레 해변 등 다른 관광 명소들도 있다.

## 갤러리

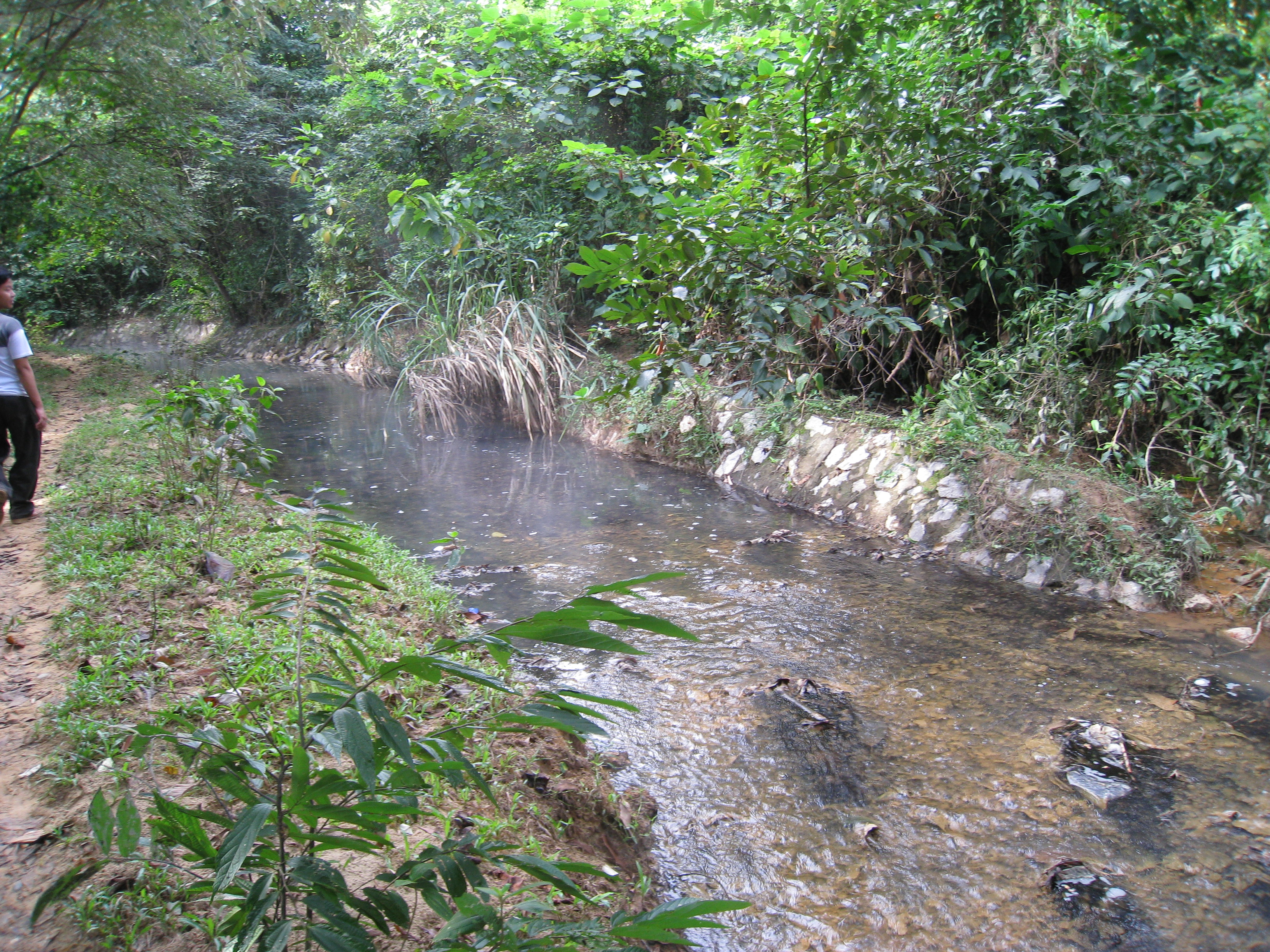
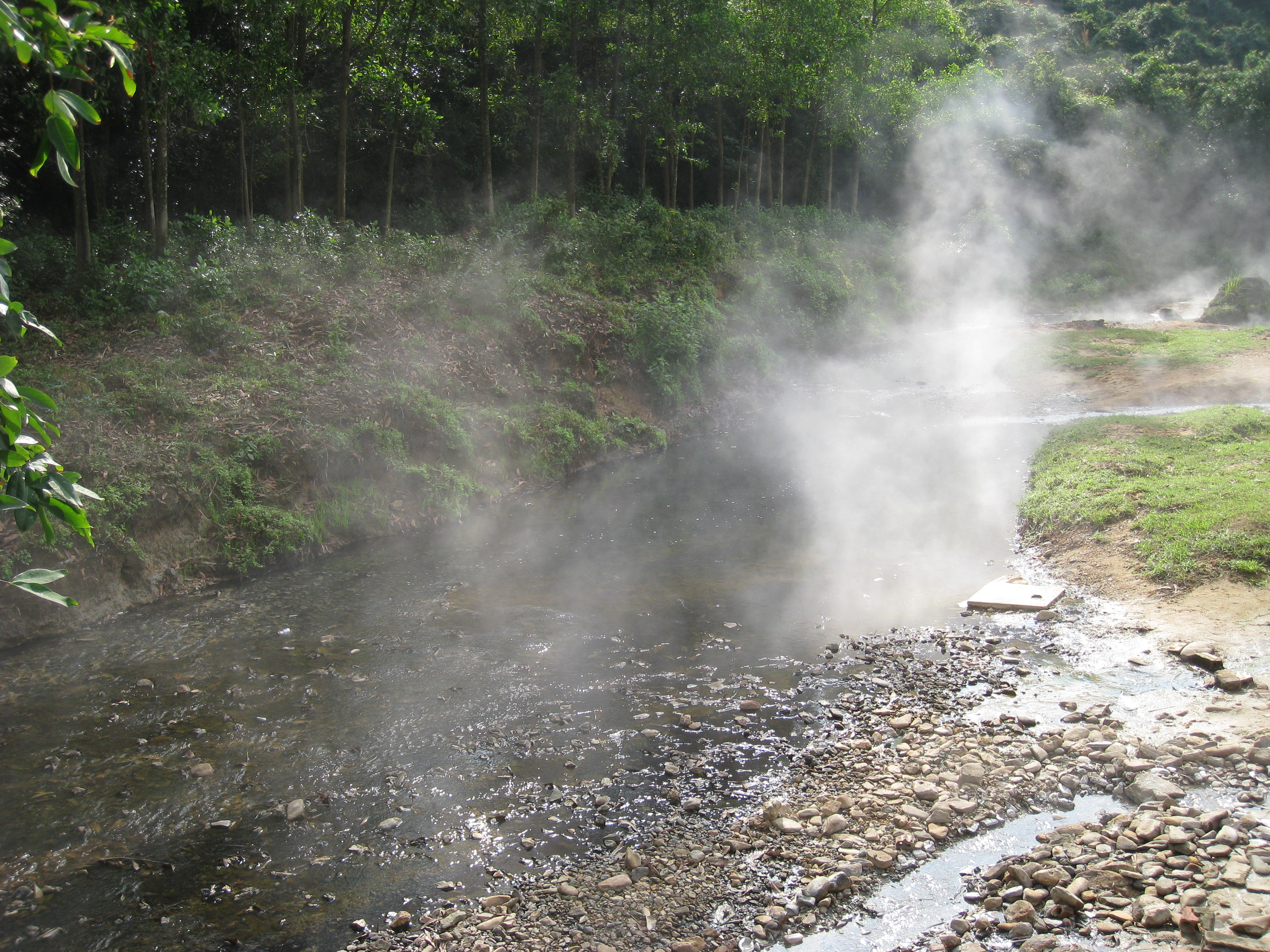
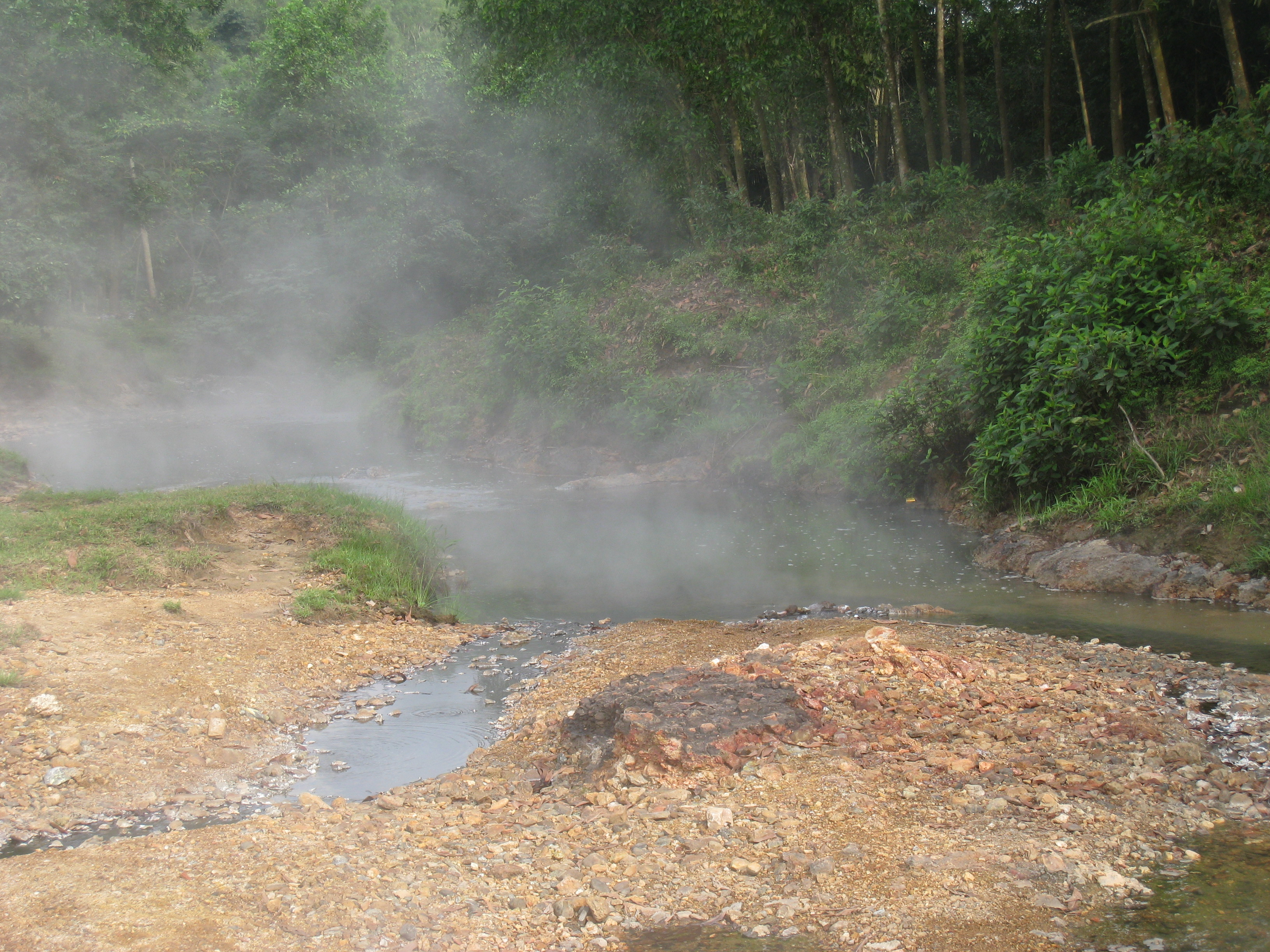
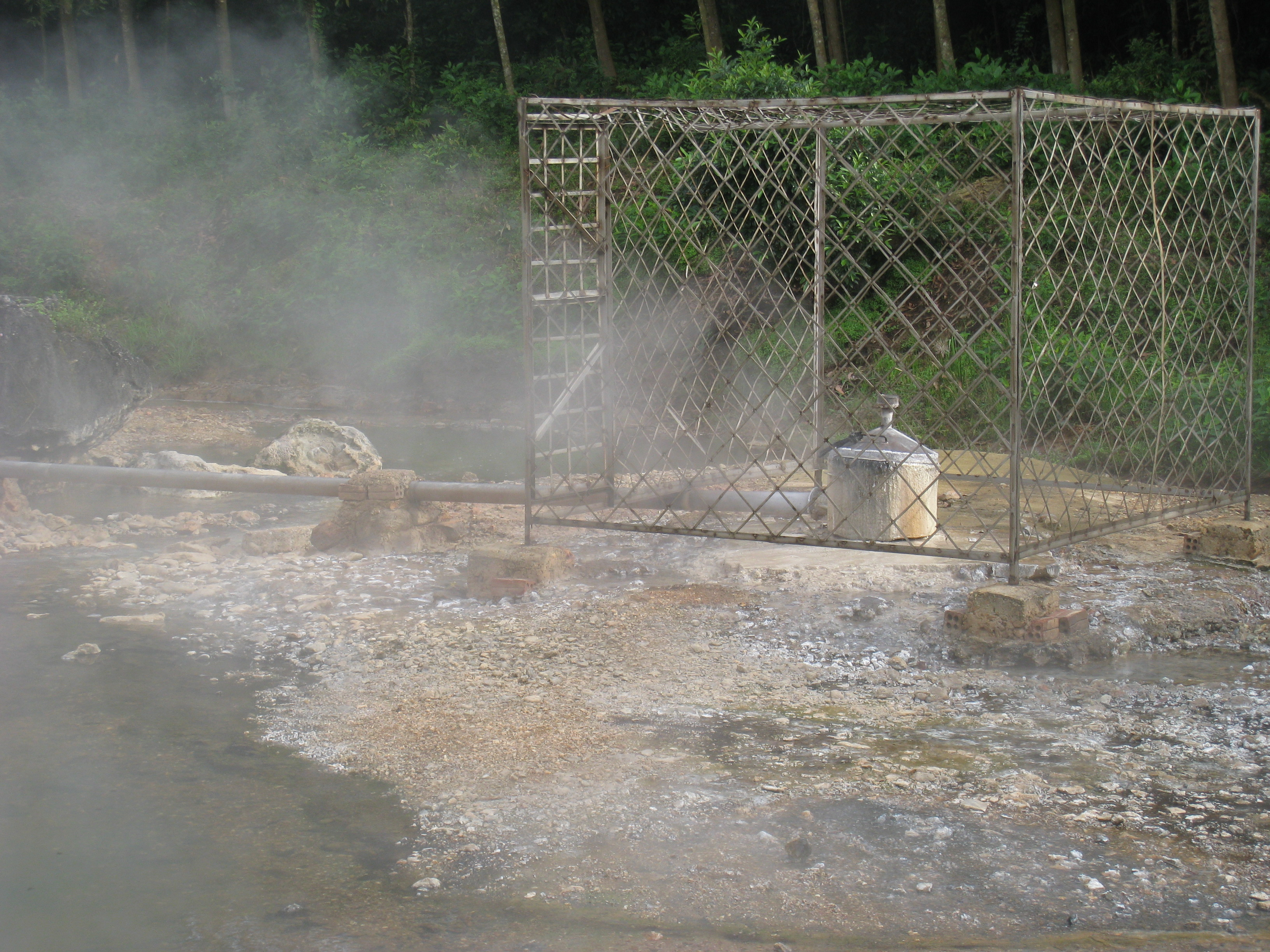
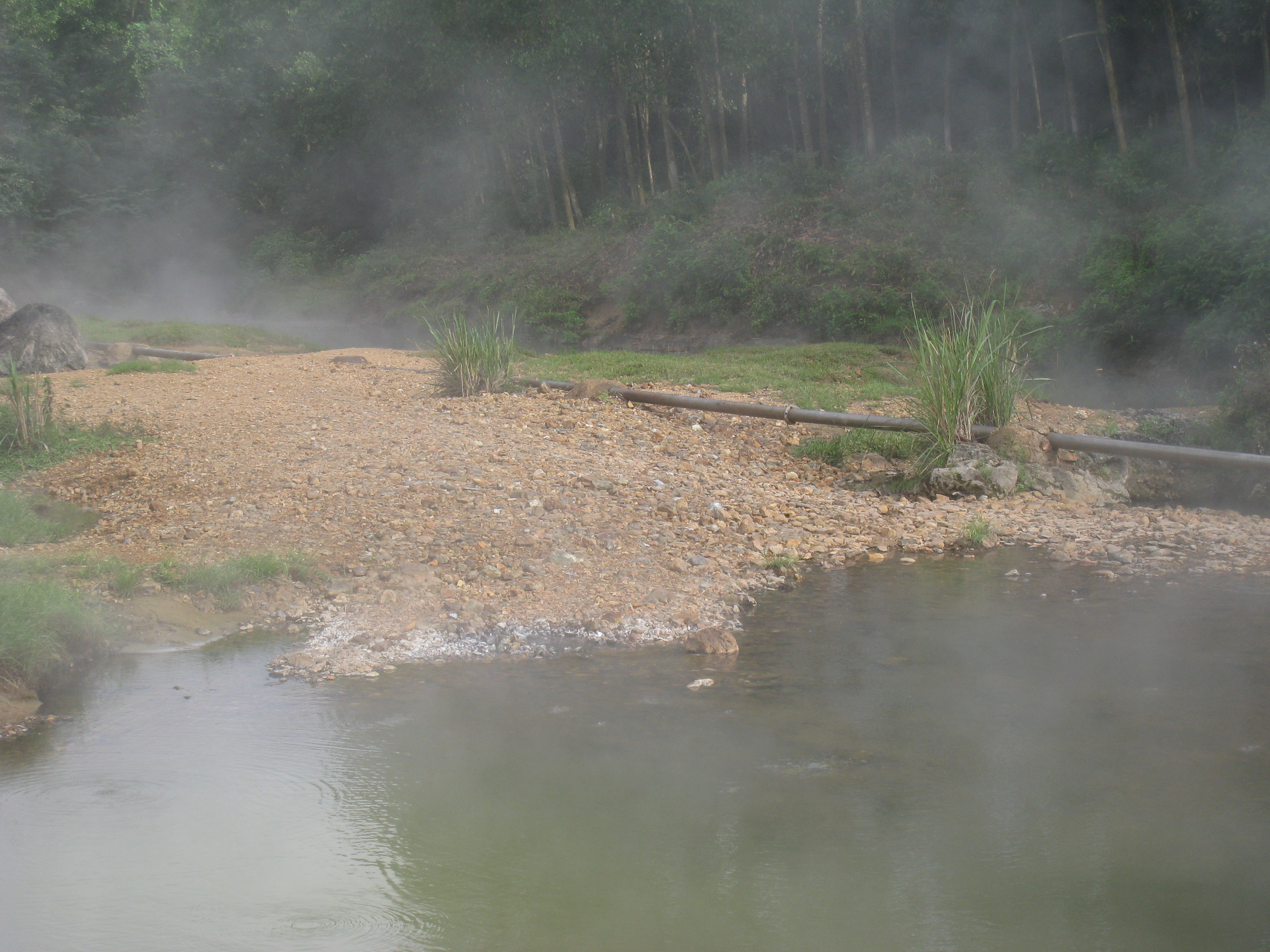
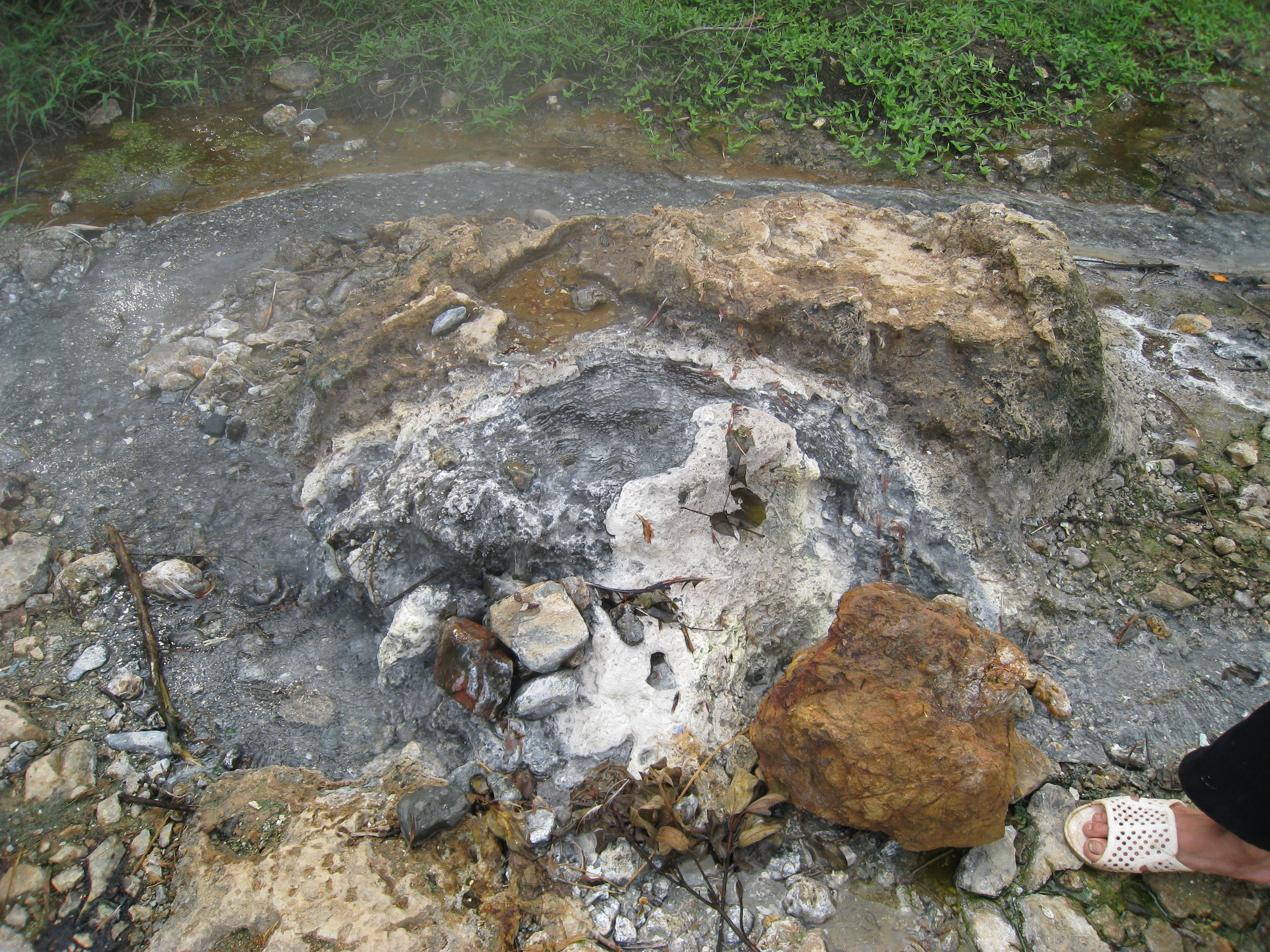
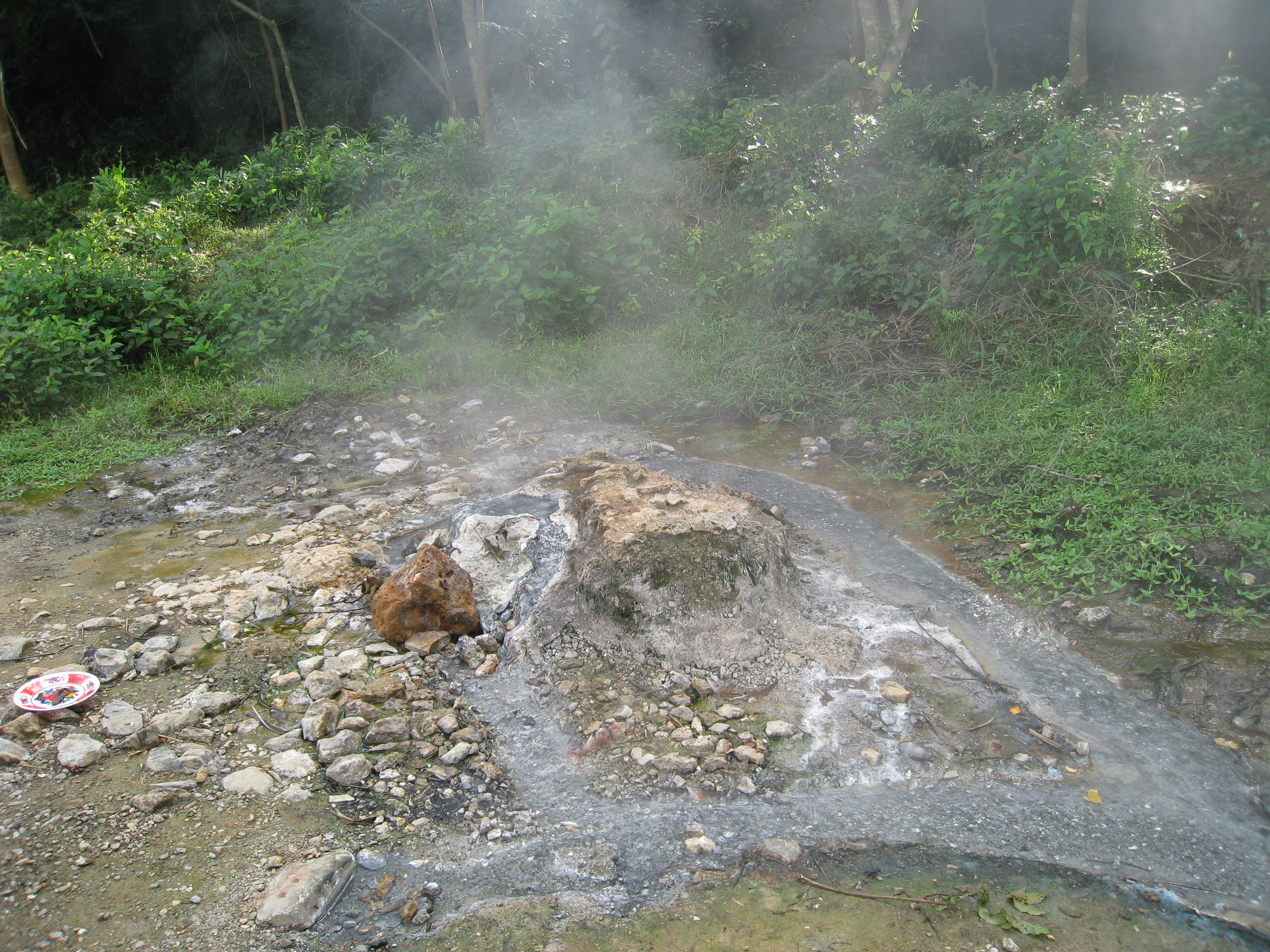
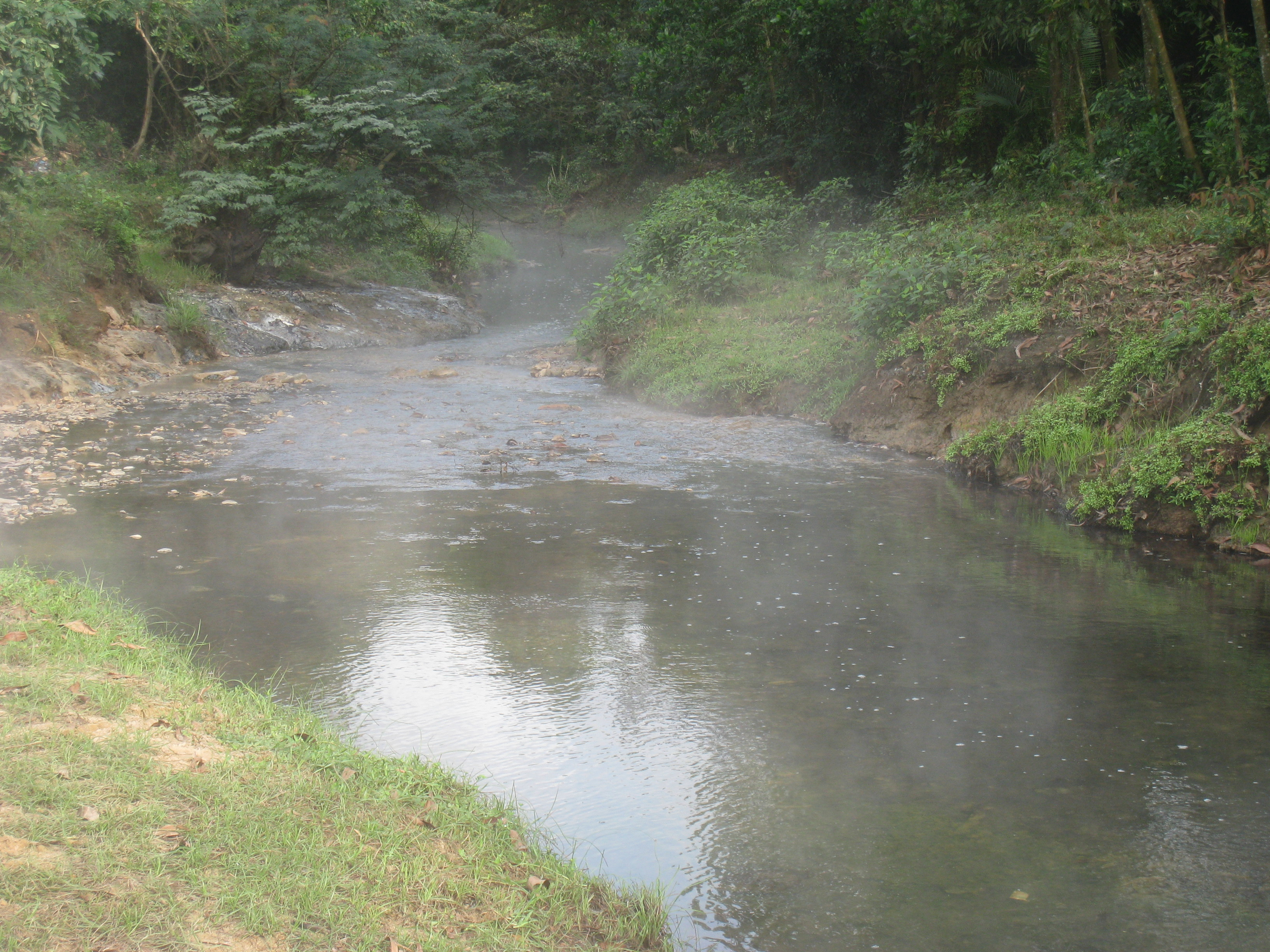